# Muar (Stadt)
Muar, auch Bandar Maharani, ist eine historische Stadt in Malaysia an der Straße von Malakka und die Hauptstadt des Distrikts Muar im Bundesstaat Johor. Sie wurde 2012 von Sultan Ibrahim Ismail von Johor zur Königsstadt von Johor erklärt und ist die viertgrößte Stadt (nach Johor Bahru, Batu Pahat und Kluang) in Johor. Ihr Stadtgebiet verteilt sich auf die Distrikte Muar und Tangkak.

## Klima
Muar genießt wie die übrige malaysische Halbinsel ein ganzjährig warmes, sonniges Äquatorialklima und reichlich Niederschläge, insbesondere während des Südwestmonsuns von April bis September. Das Klima wird sehr stark durch das angrenzende Meer und das Windsystem bestimmt. Bei den Überschwemmungen 2006/2007 führten ungewöhnlich starke Regenfälle zu schweren Überschwemmungen.

## Geschichte
Muar verfügt über eine lange Geschichte, wie in vielen historischen Aufzeichnungen erwähnt wird. Es wird angenommen, dass die Geschichte von Muar noch vor dem Sultanat von Malakka begann. Es wurden viele Berichte über die frühe Geschichte von Muar aufgezeichnet. Um das Jahr 1361 wurde in dem Gedicht Nagarakretagama behauptet, dass Muar ein Teil des Majapahit-Reich war. Sie wurde im 14. Jahrhundert n. Chr. von Parameswara, dem Gründer des malaiischen Sultanat von Malakka, besetzt. Das heutige Muar war auch der Ort, wohin der abgesetzte Herrscher des Sultanats 1511 nach dem Einmarsch der Portugiesen, der von Goa aus gestartet wurde, flüchtete. Während der Invasion und des Angriffs der Portugiesen von Afonso de Albuquerque im Jahr 1511 spielte Muar eine Rolle im Widerstand gegen die portugiesische Besetzung von Malakka, bis das Gebiet schließlich fiel. Später kam das Gebiet unter die Herrschaft des Britischen Weltreichs, blieb allerdings lange unter der de facto Kontrolle lokaler Herrscher.
Die moderne Stadt Muar, bekannt als Bandar Maharani, wurde 1887 gegründet und wurde eine der ersten Städte in Malaya mit Eisenbahnanschluss. Während der Japanischen Invasion der Malaiischen Halbinsel wurde die Stadt in der bedeutenden Schlacht um Muar von den Japanern erobert und blieb bis 1945 unter deren Besatzung.
Sultan Ibrahim Ismail von Johor erklärte am 5. Februar 2012 Muar zur neuen Königsstadt von Johor und ersetzte damit Johor Bahru. Dies fiel mit den Maulidur-Rasul-Feierlichkeiten zusammen. Ibrahim wurde damit auch der erste Herrscher von Johor, der seine Geburtstagsfeierlichkeiten am 22. November 2012 in Muar abhielt. Die Stadt wählte er wegen der „reichen Geschichte und Tradition neben friedlichen, schönen und fortschrittlichen“ Eigenschaften (“rich in history and tradition besides being peaceful, beautiful and progressive”) und forderte die Staatsregierung auf, alle alten Gebäude in der Stadt zu erfassen und als State Heritage auszuweisen.

## Wirtschaft
Muar ist international bekannt als das Zentrum der Möbelindustrie Malaysias. Die Stadt verfügt auch über mehrere Industriegebiete. Es gibt insbesondere drei große Fabriken von multinationalen Unternehmen, nämlich von STMicroelectronics, Micron Technology und die Pioneer Corporation. Der Einzelhandel wird von Chinesen betriebenem Kleingewerbe und größeren Einkaufszentren bestimmt. Die Stadt ist eine der beliebtesten Touristenattraktionen Malaysias, die wegen ihrer historischen Vorkriegsgebäude besucht wird. In der ländlichen Umgebung von Muar hingegen dominiert die Landwirtschaft.

## Infrastruktur
Neben Bundesstraßen wie dem Federal Highway 5, der durch das Stadtzentrum von Muar führt, ist Muar auch über die Schnellstraße PLUS Expressway E2 erreichbar.

## Bildung
Seit 2011 ist mit dem Bandar Universiti Pagoh ein eigener Bildungsdistrikt entstanden, auf dem sich u. a. Campus der Technischen Universität Malaysia, der Internationale Islamische Universität Malaysia, und der University Tun Hussein Onn Malaysia befinden.

## Söhne und Töchter der Stadt
- Muhyiddin Yassin (* 1947), Politiker
- Sabiamad Abdul Ahad (1956–2021), Sportschütze
- Yasmin Ahmad (1958–2009), Regisseurin
- Yap Kim Hock (* 1970), Badmintonspielerin
- Nur Izzuddin (* 1997), Badmintonspieler